# Moušeł VI Mamikonian
Pour les articles homonymes, voir Moušeł Mamikonian.
Moušeł VI Mamikonian (en arménien Մուշեղ Զ Մամիկոնյան) est un prince d'Arménie de la famille Mamikonian, de 748 à 753, qui est mort en 775, tué à la bataille de Bagrévand.

## Filiation
Il est fils de Hrahat Mamikonian, comte arménien, lequel est soit fils de Moušeł V, selon Christian Settipani, soit frère de Moušeł IV, selon Cyrille Toumanoff.
Moušeł VI Mamikonian a pour frères Davith Mamikonian, nakharar tué en 744, et Grigor II Mamikonian, prince d'Arménie mort en 748, et probablement pour sœur Šoušan Mamikonian, mariée à Artavazd Kamsarakan,.

## Biographie
Au milieu du VIIIe siècle, les luttes entre les Omeyyades et les Abbassides, qui déchiraient l'empire arabe, avaient laissé les familles Mamikonian et Bagratouni libres de se combattre pour la prééminence en Arménie : Davith Mamikonian est exécuté en 744, puis Achot III Bagratouni, aveuglé en 748 sur l'ordre de Grigor II Mamikonian, qui était devenu prince d'Arménie. Grigor Mamikonian meurt en 751, et son frère Moušeł lui succède comme prince d'Arménie et comme chef de la maison Mamikonian. Mais la victoire définitive des Abbassides entraîne le retour à la paix et le nouveau calife destitue Moušeł et nomme Sahak III Bagratouni à sa place comme prince d'Arménie,.
L'importante fiscalité que les Abbassides font subir à l'Arménie, génère ensuite le mécontentement, et une première révolte éclate en 771 sous la conduite d'Artavazd Mamikonian, mais celle-ci, faute du soutien des autres nobles, est écrasée et Artavazd doit se réfugier à Byzance. Les impôts sont ensuite doublés par les Arabes et une autre révolte éclate peu après, conduite par Moušeł Mamikonian, qui réussit à obtenir le soutien des autres familles nobles, y compris celle des Bagratouni. L'armée arménienne livre bataille aux forces arabes à Bagrévand, mais elle est vaincue et la plupart des nobles arméniens y sont tués,.

## Postérité
Moušeł VI Mamikonian a eu six enfants, :
- Šapouh, assassiné en 785 par Mérouzhan Arçrouni,
- Vard, assassiné en 785 par Mérouzhan Arçrouni,
- une fille mariée à Djahap, émir de Manzikert,
- trois filles.